# Vladimír Levoněvskij
Vladimír Levoněvskij (bělorusky: Уладзімір Леване́ўскі; rusky: Владимир Левоневский; polsky: Włodzimierz Lewoniewski; anglicky: Uladzimir Levaneuski; * 28. ledna 1986, Grodno Bělorusko) je veřejný činitel, v minulosti předseda Stávkového výboru (v letech 2004–2006). Syn bývalého politického vězně Valerije Levoněvského.
Vladimír se narodil 28. ledna roku 1986 ve městě Grodno do početné rodiny. V roce 2010 absolvoval fakultu matematiky a informatiky Státní univerzity Janky Kupaly v Grodně. O dva roky později absolvoval fakultu práv a administrace univerzity Adama Mickievicze v Poznani, kde získal akademický titul magistra správy. Od roku 2012 je postgraduantem na katedře informačních systémů Hospodářské univerzity v Poznani.
Aktivně se účastnil organizace protestních akcí na ochranu práv občanů, byl organizátorem mítinků a stávek podnikatelů, v současné době je místopředsedou Stávkového výboru podnikatelů Běloruské republiky a zástupcem šéfredaktoru celorepublikového zpravodaje “Podnikatel“. Opakovaně byl oběti represí ze strany vlády (zadržení, uvěznění apod.). Například 3. května roku 2004 během konání jedné z protestních akcí podnikatelů Vladimír byl odsouzen na 13 dní vězení za organizaci mítinků (1. května 2004 a 3. května 2004).
V letech 2004–2006 Vladimír působil ve funkci předsedy Stávkového výboru. Během tohoto období Výbor rozšiřoval okruh své působnosti a aktivně se zabýval ochranou práv vězňů.
V letech 2011–2012 Vladimír Levoněvskij byl členem Rady Fakulty práv a administrace Univerzity Adama Mickievicze jako představitel studentů a aktivně spolupracoval s Parlamentem Studentů UAM. V roce 2013 Vladimír byl místopředsedou Rady postgraduantů Hospodářské univerzity v Poznani, v roce 2014 – členem Rady Fakulty informatiky a elektronické ekonomiky HUP. V letech 2013–2014 se také účastnil činnosti organizačních výborů republikových a mezinárodních vědeckých konferencí.